# 雷恩第二大學
雷恩第二大學（法語：Université de Haute Bretagne - Rennes 2） 是法国布列塔尼大区雷恩的公立大学。

## 院系
- 人文科學學系
- 藝術史學系
- 造形藝術與藝術學系
- 地理學系
- 歷史學系
- 文学學系
- 外语學系
- 藻类学學系

## 参看
- 法国大学列表
- 雷恩
- 雷恩第一大學

## 外部連結
- 雷恩第二大學 （页面存档备份，存于）